# Linha de Cascais
A Linha de Cascais é uma ligação ferroviária que interliga os municípios de Lisboa, Oeiras e Cascais, em Portugal. Tem os seus términos em Lisboa, na estação do Cais do Sodré, e na estação de Cascais, perto do centro desta vila. É representada a amarelo nos diagramas dos serviços USGL. O primeiro troço, entre Cascais e Pedrouços, foi aberto à exploração em 1889, tendo a linha sido concluída com a ligação ao Cais do Sodré, em 1895. Foi a primeira ferrovia pesada a ser electrificada em Portugal, em 1926, e a última a ser integrada na CP, em 1977. É uma importante via de comunicação, tendo desempenhado um papel de destaque no desenvolvimento da orla costeira até Cascais, uma vez que permitia um rápido acesso por parte dos habitantes de Lisboa.

## Descrição

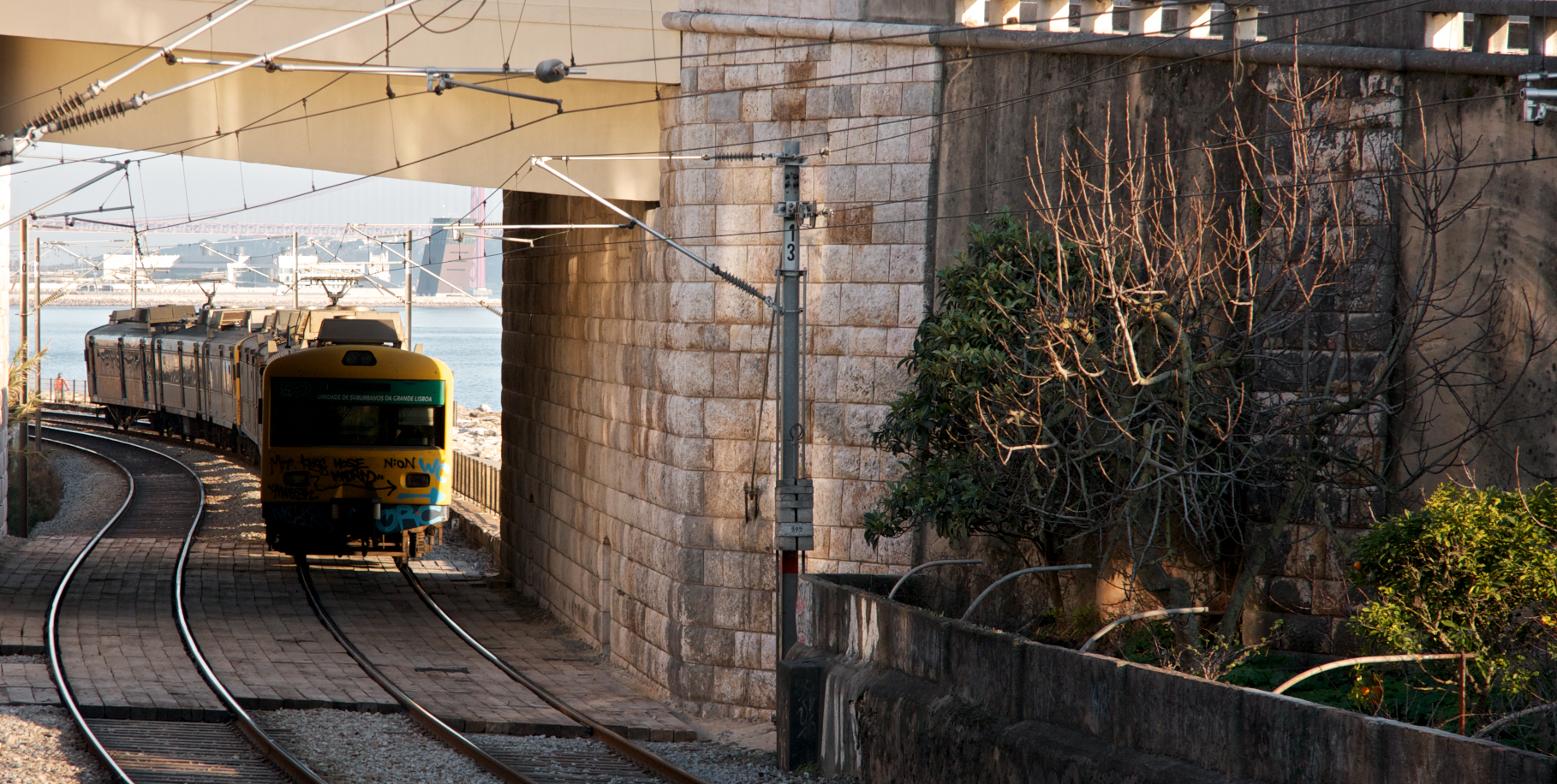
Linha de Cascais sob o viaduto de Caxias.

### Via
É uma das quatro linhas da rede de comboios suburbanos de Lisboa, detendo características técnicas únicas que a distinguem do resto da rede ferroviária portuguesa, tal como o sistema de electrificação, e uma regulamentação ligeiramente diferente da restante rede; esta situação deve-se ao facto de, até 1976, esta linha ter estado concessionada a uma empresa privada, a Sociedade Estoril. Em finais de 2010, os serviços eram agrupados em 3 famílias, centradas nas Estações de Cascais, Oeiras, e São Pedro. A electrificação funciona a 1500 V em corrente contínua, que em Portugal apenas é utilizado nesta linha. Embora isto resulte num certo isolamento em relação ao resto da rede, este problema é minimizado pelo facto da Linha de Cascais ter um esquema de exploração quase independente da restante organização ferroviária nacional.

### Serviços
Em dados de 2023, circulando apenas na Linha de Cascais, o serviço do mesmo nome opera apenas com 1 conjunto de itinerários regular:
- Cais do Sodré - Cascais — Circula todos os dias a cada 20 minutos (excetos os primeiros e últimos horários, onde circula a cada 30 minutos), parando em todas as estações e apeadeiros. Nas horas de ponta dos dias úteis no entanto, o serviço divide-se em 2 serviços:
  - Cais do Sodré - Oeiras (TODAS), da qual faz paragem em todas as estações e apeadeiros entre as duas estações.
  - Cais do Sodré - Cascais (SEMI-RÁPIDO), da qual entre o Cais do Sodré e Oeiras, apenas faz paragem em Alcântara-Mar e Algés, seguindo depois diretamente até Oeiras, onde depois faz todas as paragens até Cascais. Isto acontece de modo a permitir uma utilização mais prática dos comboios. Desta forma nos dias úteis na hora de ponta os comboios rápidos, com destino a Cascais, saem do Cais do Sodré de 12 em 12 minutos, seguidos de um comboio que pára em todas as estações até Oeiras 2 minutos depois.[10]

Todos os dias circula entre as 05h30min (primeira saída no Cais do Sodré e em Cascais) e a 01h30min (última saída no Cais do Sodré e em Cascais).

### Material circulante

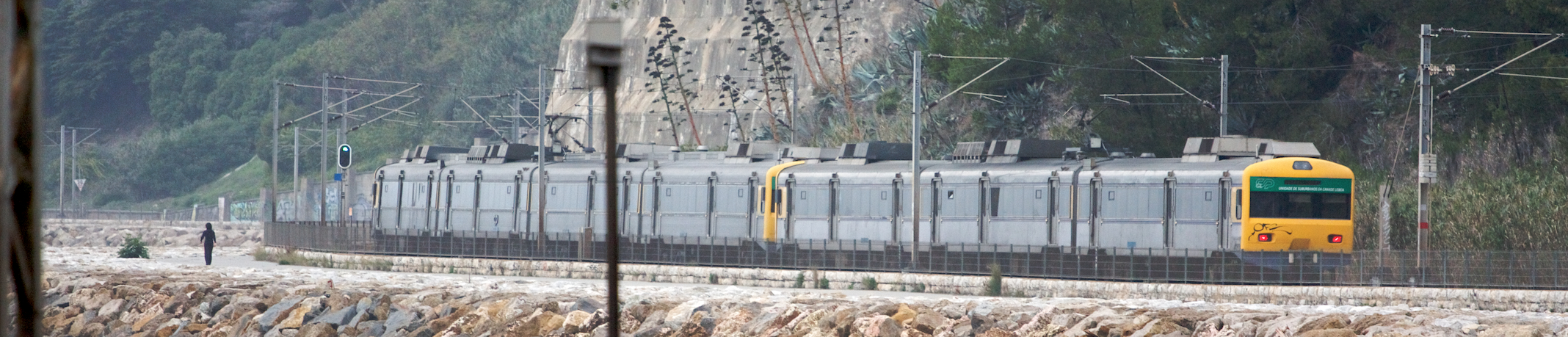
Composição da série renovada 3150-3250.

## História

### Os antecedentes da ligação ferroviária a Cascais
A zona costeira de Lisboa a Cascais ganhara, ao longo do século XIX, uma crescente atratividade na qual se destacou a vila de Cascais. Graças ao seu clima ameno e relativa calma, foi um dos locais prediletos para o repouso e banhos de mar por parte da realeza, dando origem a um «triângulo do lazer» ao qual se unia a própria capital e a vizinha vila de Sintra.
Por então, também os Estoris se foram tornando cada vez mais relevantes, neste caso pela existência de termas e águas medicinais, e em particular pelos banhos da Poça. Foi aí que D. José I curou as chagas de que padecia nos membros inferiores, hospedando-se no palácio do seu ministro, Marquês de Pombal, em Oeiras. Acresce que, desde o século XVIII, esta região era um chamariz para a classe médica e doentes, não existindo ainda, todavia, explicação para os poderes curativos da água.
A fama de Cascais começa um crescendo aquando da primeira estadia de D. Maria Pia (1847-1911) na vila, suplantando a importância até então detida por Sintra, pelo cada vez maior gosto pela vilegiatura marítima. Mais tarde, D. Luís I converte a Cidadela de Cascais na sua residência sazonal, algo que atrai também a corte e restante aristocracia (e que teve continuidade com D. Carlos I), tornando a vila na primeira estância de turismo do país e imbuíndo-a de uma atmosfera turística e cosmopolita.
Esta nova realidade implicava a existência de ligações entre Cascais, Sintra e Lisboa para o pleno usufruto do conceito de vilegiatura, agora tripartido, dividido entre a praia (compreendendo o espaço costeiro entre Lisboa a Cascais), as termas (com os Estoris) e o campo (Sintra). As deslocações entre estas localidades eram feitas pelas estradas existentes, as de Cascais a Oeiras (completada em 1862 por iniciativa do Visconde da Luz) e a Sintra (inaugurada em 1868). Deste modo, era possível às famílias que passavam o verão nas quintas em Sintra ir tomar banhos a Cascais. Já o caminho para Lisboa estava associado a movimentos excursionistas (de ida e retorno num mesmo dia), o que implicava o desenvolvimento de meios de transporte de ligação urbana, suburbana e rural. As viagens entre a capital e a vila eram morosas e desagradáveis, enfrentando um importante obstáculo na ribeira de Alcântara. Tornou-se assim pertinente a ideia da ligação destas zonas através do caminho de ferro, surgindo a ideia de ligação a Cascais com base na Linha de Sintra, desta forma unindo a tríade sob o signo das ferrovias.

### Primeiros projectos

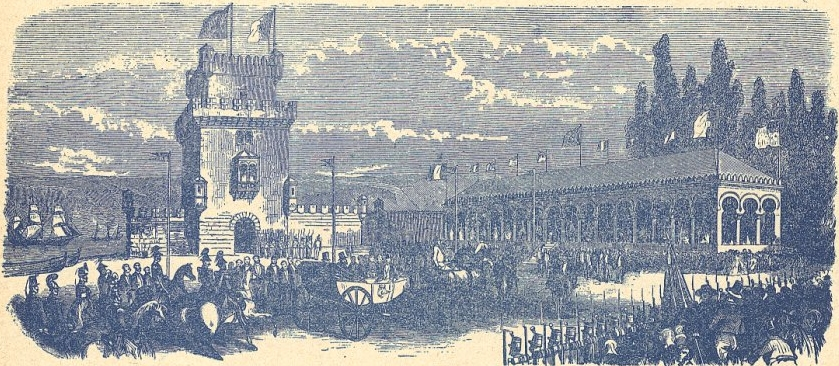
Inauguração dos trabalhos no primeiro projecto para um caminho de ferro entre Lisboa e Sintra, em Portugal, em 1855, junto à Torre de Belém.

O primeiro projecto para a construção de uma ligação ferroviária a Cascais foi apresentando pelo Conde Claranges Lucotte. Para tal, criara a Sociedade Anónima dos Caminhos de Ferro e Docas de Lisboa, e propunha que o traçado, com início no Forte de São Paulo, em Lisboa, seguisse pela margem direita do Tejo até Algés (o que implicava a retificação e conquista de terrenos ao rio, os quais passariam para sua posse), seguindo aí pelo vale da ribeira até Barcarena, daí ligando ao Palácio Real de Sintra. Aí, seria completada por dois ramais distintos em direção a Colares e Cascais. O contrato foi elaborado em 30 de Setembro de 1854 e aprovado por uma lei de 26 de Julho do ano seguinte, estando a sociedade obrigada à edificação de um cais entre o Arsenal da Marinha e Belém e de docas na praia do Bom Sucesso e entre o Cais do Sodré e Alcântara. Qualquer uma das construções não contava com subvenção estatal, devendo as obras ter início um mês após a aprovação dos planos e serem concluídas em 20 meses, sob pena de rescisão do contrato, o que acabou por acontecer pelo não cumprimento desta última cláusula, tendo tal acontecido em 27 de Março de 1861. Em 1856, a Câmara Municipal de Lisboa fica encarregue das obras, tendo sido efetuados alguns trabalhos junto da Torre de Belém (em cuja praia se deu o ato inaugural da construção desta via férrea), mas várias dificuldades impediram este projecto.
Nos anos de 1860, foram propostos outros projetos dos quais, porém, não existe grande informação. Um dos mais relevantes terá sido o de Gilberto Gomes, em 1861, do Chemin de Fer et Doks de Lisbonne, que apostava pela conquista de terrenos portuários e particulares. Outras propostas seriam apresentadas por Notman e Clear, pelo conde de Lucotte, Herbert Debrousse e João Evangelista de Abreu, não sendo claro se apostavam pela ligação direta de Lisboa a Cascais ou pela ligação indireta através de Sintra.
No dia 25 de Outubro de 1869, o Duque de Saldanha foi autorizado a construir um sistema ferroviário em sistema Larmanjat para ligar as localidades de Lumiar, Torres Vedras, Caldas da Rainha e Alcobaça; apesar do contrato ter sido expandido até Sintra e Cascais em 1871, e da concessão ter sido transferida para uma companhia de origem britânica no ano seguinte, este projecto encontrou vários problemas, tendo sido cancelado em 1877.
Em 1870, o engenheiro Aimé Thomé de Gamond exibiu um plano para a construção de uma ligação ferroviária, de propriedades metropolitanas, entre Lisboa e Colares, passando por Cascais e Sintra; este projecto renasceu em 1874, no Plano Geral das Obras, aonde se pretendia construir o troço entre o Beato e a Torre de Belém, e num parecer da Junta Consultiva de Obras Publicas e Minas, baseada no relatório da comissão formada para estudar este caminho de ferro, que o pretendia ligar aos diversos cais e docas e gares marítimas de Lisboa. Em 1879, é aprovada a primeira lei ferroviária nacional que recomenda a construção de uma linha entre Lisboa, Sintra e Cascais pela «(…) carência de comunicações para os arrabaldes aprazíveis que o crescimento da população, tornava patente.», dotando estes projetos de uma preocupação não apenas turística, mas agora também de planeamento e urbanística. Seriam estas linhas os meios essenciais para o crescimento da cidade de Lisboa, em processo de suburbanização.
Em Junho de 1888, Pedro Inácio Lopes retomou, numa conferência da Associação dos Engenheiros Civis de Portugal, a ideia de construir uma linha urbana em Lisboa ao longo do Rio Tejo, devido à expansão da rede ferroviária na capital portuguesa, e ao acréscimo no movimento que se estava a sentir do Porto de Lisboa; com efeito, nesta altura já estavam a decorrer as obras na futura Linha de Cintura, e um caminho de ferro entre Alcântara e Santa Apolónia, articulado com uma segunda linha até Cascais, atrairia uma elevada procura, devido ao movimento que se sentia nesta secção da costa atlântica, especialmente na zona de Caxias, durante a época balnear. Posteriormente, voltaria a ser contemplado um prolongamento da Linha de Cascais até Colares, projecto que foi abandonado.

### Construção e inauguração

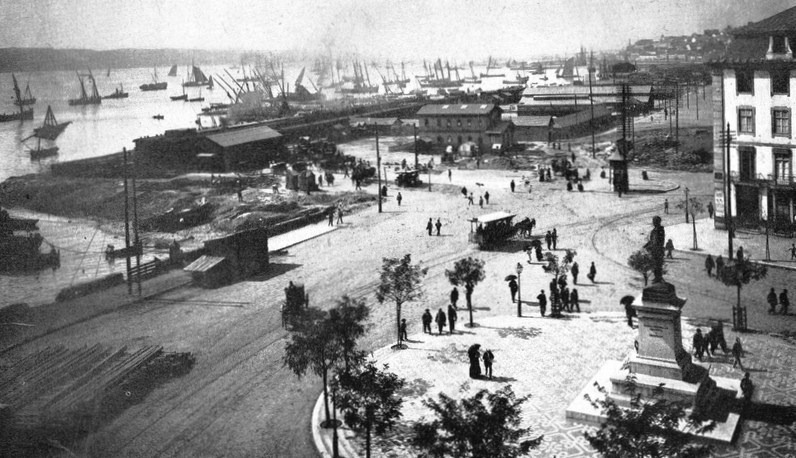
A zona do Cais do Sodré, em Lisboa, nos finais do século XIX. A estação primitiva do Cais do Sodré está no lado esquerdo da fotografia.

A Companhia Real dos Caminhos de Ferro Portugueses foi autorizada, pelo artigo 33.º de um contrato celebrado em 5 de Maio de 1860, pelo alvará de 9 de Abril de 1887, e por uma carta de lei publicada no mesmo mês, a proceder à construção e exploração de uma ligação ferroviária entre a Estação de Santa Apolónia, no Cais dos Soldados, em Lisboa, e Cascais, passando por Alcântara, onde seria instalada uma estação; o primeiro troço a construir deveria ser entre Cascais e o limite Oeste das obras que nesse momento se estavam a realizar no Porto de Lisboa. Um parecer da Junta Consultiva de Obras Públicas e Minas, datado de 21 de Agosto de 1879, considerou esta ligação ferroviária como um ramal da Linha do Leste. O primeiro troço, entre Pedrouços e Cascais, foi aberto ao serviço em 30 de Setembro de 1889.
A linha chegou até Alcântara-Mar em 6 de Dezembro de 1890, e ao Cais do Sodré em 4 de Setembro de 1895. Entretanto, em 10 de Agosto de 1891 entrou ao serviço o lanço entre Alcântara-Mar e Estação de Alcântara-Terra.

### Duplicação
O troço entre Pedrouços e Caxias foi logo construído em via dupla, sendo a via duplicada até ao Estoril em 1 de Outubro de 1890, Cascais em 21 de Maio de 1892, Belém em 25 de Maio de 1896, Alcântara-Mar em 28 de Julho do mesmo ano, e até ao Cais do Sodré no dia 4 de Julho de 1897.

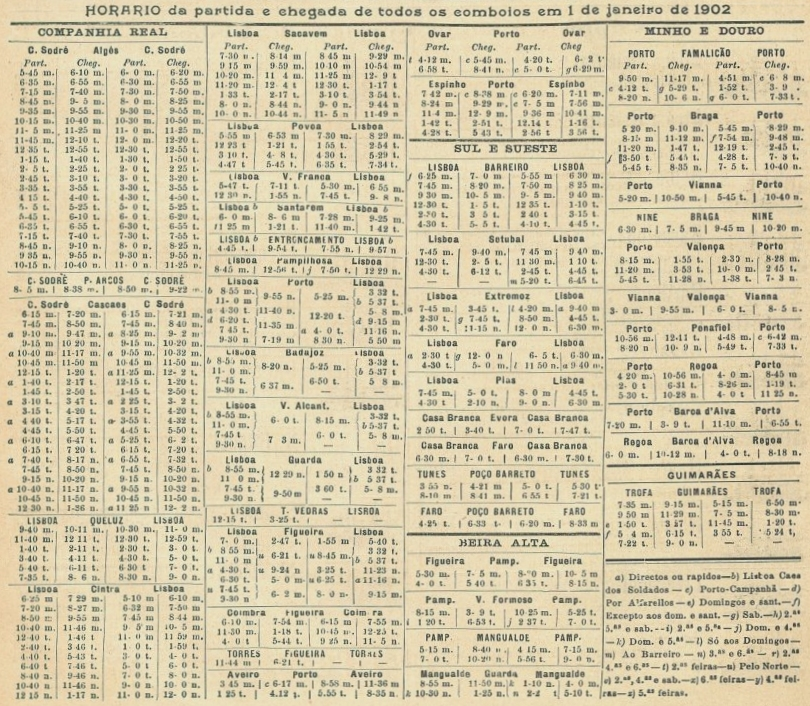
Horários dos comboios em Janeiro de 1902, incluindo a Linha de Cascais.

### Século XX

#### Décadas de 1900 e 1910
Em 1902, foi aprovada a instalação de gradeamentos metálicos em toda a extensão da via, entre as estações de Cais do Sodré e Alcântara-Mar, e instaladas sinetas em várias estações e apeadeiros da Linha, que tocavam cinco minutos antes da passagem de uma composição, para avisar os passageiros.
Em Janeiro de 1903, o Conselho Superior de Obras Públicas já tinha dado um parecer favorável ao projecto, apresentado pelo engenheiro Sousa Gomes, para ligar Sintra a Cascais por via férrea, projeto nunca concretizado mas ainda aventado como possível e desejável em meados da década de 1940. Em Abril desse ano, a Companhia Real levou a cabo várias experiências de iluminação eléctrica, prevendo-se, nessa altura, a instalação do novo sistema na Linha de Cascais.
Em 1912, parte dos terrenos já estavam reservados para a construção da ligação directa entre o Cais do Sodré e Santa Apolónia, e delimitados, pelo lado Sul, no troço entre esta estação e a Alfândega, por uma vedação, que foi financiada pela Companhia dos Caminhos de Ferro Portugueses e pela Administração do Porto de Lisboa. No entanto, a linha não chegou a ser construída, devido à oposição de várias entidades, que receavam que a linha danificasse a estética da Praça do Comércio, além que teriam de ser resolvidos vários problemas técnicos para atravessar o dique do Arsenal da Marinha, uma vez que teria de ser ultrapassado por uma ponte rolante, com cerca de trinta metros de comprimento.

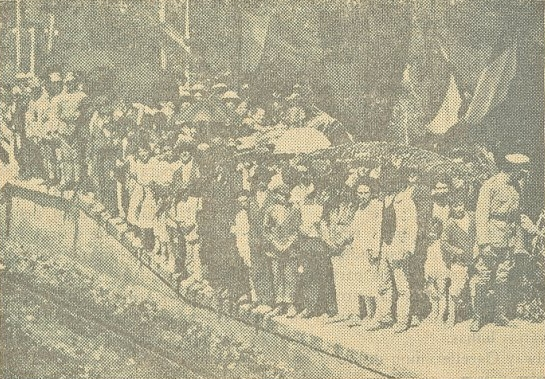
Inauguração dos comboios eléctricos, em 15 de Agosto de 1926.

Desde os primeiros anos do século XX que se começou a pensar em electrificar esta linha, mas só em 1914 é que o estado procurou substituir a tracção a vapor pela eléctrica, através do Decreto n.º 1046, de 14 de Novembro de 1914, que autorizou a Companhia dos Caminhos de Ferro Portugueses, sucessora da Companhia Real dos Caminhos de Ferro Portugueses, a alugar a Linha, desde que o arrendatário realizasse aquela alteração. O contrato de arrendamento, com uma duração de cinquenta anos, foi assinado em 7 de Agosto de 1918, entre a Companhia e a Sociedade Estoril. Os principais motivos para a electrificação prendiam-se com a importância desta linha nas actividades turísticas, e com o facto deste meio de tracção ser mais rápido e económico, podendo, assim, libertar espaço para aumentar o tráfego de comboios.

#### Década de 1920
Em 20 de Agosto de 1924, um comboio de passageiros colidiu com uma composição de mercadorias na estação de Belém, causando cinco mortos e dezenas de feridos. Em Julho de 1926, previa-se que, após a introdução da tracção eléctrica, o número de comboios diários seria elevado para noventa, que poderia ainda ser aumentado conforme as necessidades. Os comboios seriam divididos nas categorias de omnibus e semi-rápidos, estes últimos servindo todas as estações até Algés, e estações alternadas a partir deste ponto, salvo nas três estações do Estoril. Já se tinham adquirido duas locomotivas e sete automotoras eléctricas para fazer os serviços, estando mais material circulante a caminho de Lisboa, prevendo-se que as locomotivas a vapor seriam totalmente substituídasao fim de dois meses.
A electrificação da linha foi concluída em 6 de Agosto de 1926, tendo sido vistoriada por uma comissão no dia 14 do mesmo mês, que autorizou a sua entrada em funcionamento, desde que antes da inauguração fossem feitas várias alterações, de forma a reduzir as perturbações que o sistema eléctrico de tracção estava a provocar em diversos equipamentos eléctricos ao longo da Linha, especialmente o cabo submarino. Estes problemas foram causados pela deficiente amarração de três dos oito cabos, o que os tornava mais sensíveis a interferências provocadas pelo trânsito do material circulante electrificado, no troço entre Carcavelos e Cascais; este género de problemas já se tinha verificado durante a electrificação de várias linhas no estrangeiro, nomeadamente o Caminho de Ferro do Midi, em França. Em 15 de Agosto, deu-se a inauguração da tracção eléctrica, mas os problemas técnicos permaneceram, pelo que apenas dois dias depois a circulação do novo material teve de ser muito reduzida. Para estudar este problema, o governo ordenou que fosse constituída uma comissão, formada por delegados técnicos da Direcção-Geral de Caminhos de Ferro, Administração geral dos Correios e Telégrafos, Sociedade Estoril, e a empresa Eastern Telegraph Company, tendo a Companhia dos Caminhos de Ferro Portugueses, proprietária da Linha de Cascais, reclamado por não ter sido incluída nesta comissão. No dia 21, o trânsito de comboios eléctricos foi totalmente interrompido, regressando ao serviço o material a vapor. No sentido de resolver os problemas, foi assinado um contrato entre a Sociedade Estoril e as empresas Eastern Telegraph Company e Western Telegraph Company, para a modificação dos cabos eléctricos que amarravam em Carcavelos. Esta obra, que teve custos consideráveis, ficou concluída em 22 de Dezembro de 1926, tendo a circulação eléctrica na Linha de Cascais sido reatada logo de seguida O sistema utilizado empregava corrente contínua, com uma tensão de 1,5 kV, e as primeiras locomotivas eléctricas utilizadas nesta Linha foram fabricadas pela AEG, em 1924. Instalou-se, igualmente, um sistema de sinalização automático, automatizaram-se as passagens de nível, e montaram-se comunicações telefónicas, da Bell Telephone Company. Este foi o primeiro caminho de ferro em Portugal a adoptar a tracção eléctrica, sistema que só seria estendido a outras linhas em Portugal cerca de trinta anos depois, quando a Companhia dos Caminhos de Ferro iniciou os primeiros programas de electrificação. No entanto, nessa altura o processo já foi muito mais económico de construir, devido à evolução da tecnologia.

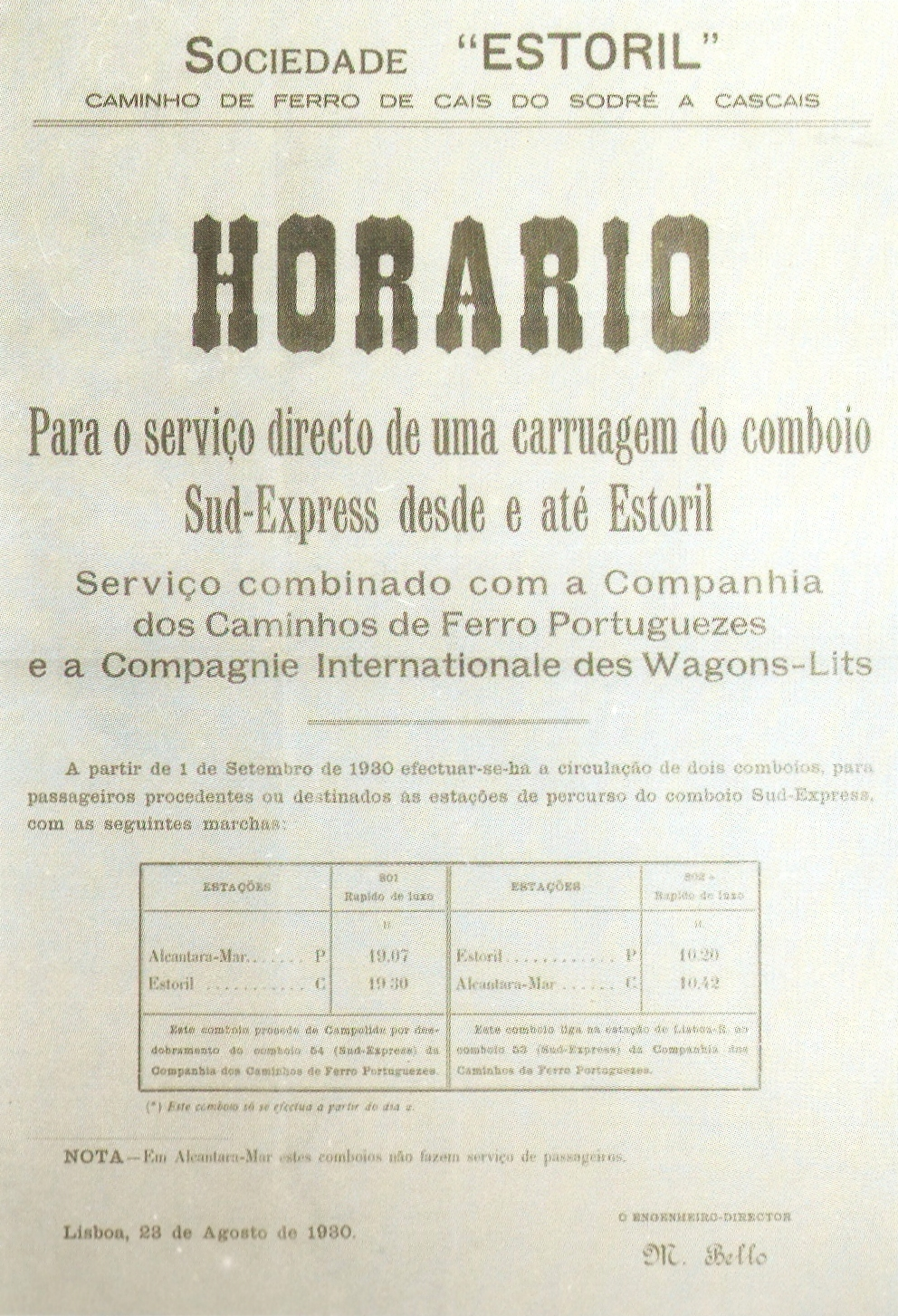
Horário dos comboios Sud Express até ao Estoril, em 1930.

Além da electrificação, a Sociedade Estoril também fez outras outras intervenções no material circulante e nas infra-estruturas, como a inauguração da nova Estação do Cais do Sodré, no dia 18 de Agosto de 1928, a reconstrução e a instalação de oficinas na Estação do Estoril, e a ampliação da Estação de São João do Estoril. Estas mudanças foram feitas de forma a melhorar a segurança e a comodidade dos passageiros, tendo aproximado esta Linha do conceito de ligação ferroviária suburbana, em concordância com o tipo de procura que emergiu durante este período. Ao mesmo tempo, também se pretendeu atribuir à Linha de Cascais uma nova imagem, mais turística, com um maior prestígio internacional, como se verificou pelo prolongamento do comboio internacional Sud Expresso até ao Estoril.

#### Décadas de 1930 e 1940

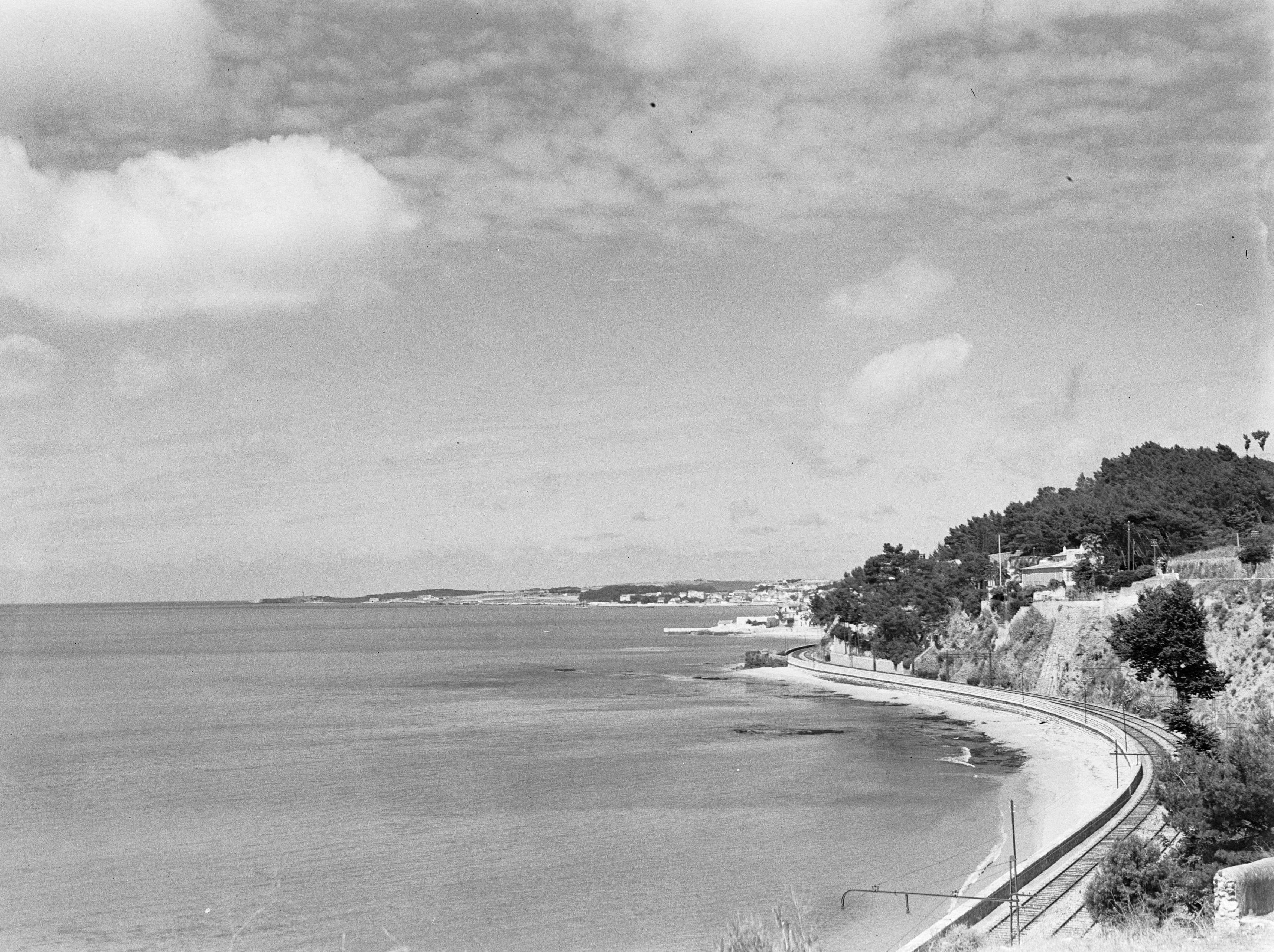
Vista da linha, junto a Caxias, em 1935.

No entanto, devido à crise económica sentida nos inícios da década de 1930, a Sociedade Estoril teve de começar a reduzir os investimentos na linha, não obstante o grande movimento de passageiros e mercadorias verificado naquela altura. Assim, em 1933, apenas pôde realizar algumas obras em estações ferroviárias, corrigir várias curvas, e estabelecer concordâncias parabólicas noutras que necessitavam.
Em 1947, o governo executou um programa de concentração de todas as concessões ferroviárias na Companhia dos Caminhos de Ferro Portugueses, que passou a explorar todas as linhas férreas em território nacional, excepto a de Cascais, que já lhe pertencia, mas que estava ainda a ser explorada pela Sociedade Estoril, cujo contrato só terminaria em 1977.

#### Tragédia da Gibalta

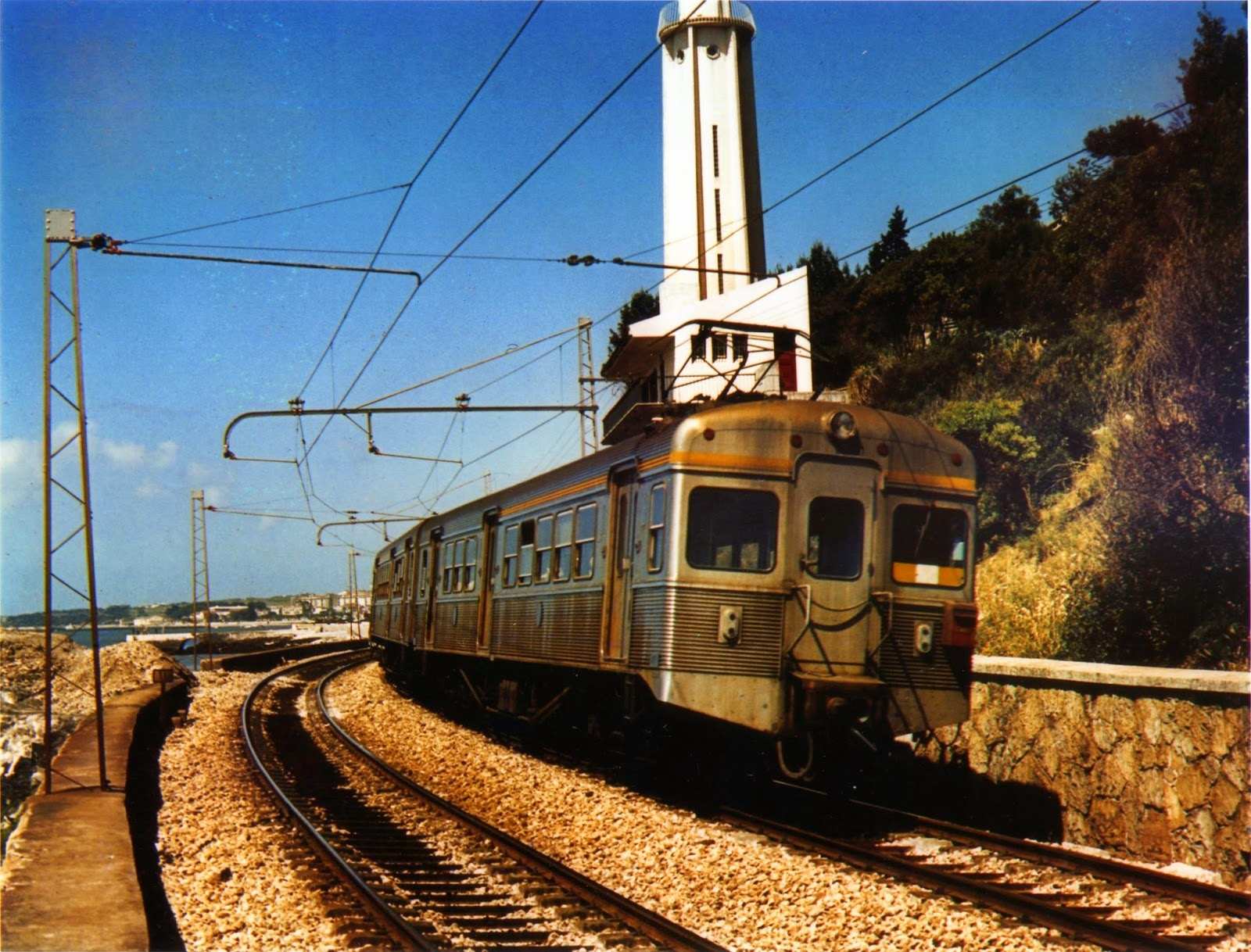
Automotora 3200 com secção de primeira classe (identificada por linha amarela sobre as janelas), na década de 1960, circulando junto ao Farol da Gibalta (faixa: laranja ∴ destino: São Pedro).

Em 31 de Março de 1952, uma composição descarrilou devido a um desmoronamento de terras junto ao antigo Farol da Gibalta, provocando 10 mortos e 38 feridos.

#### Décadas de 1960 e 1970
Em 17 de Agosto de 1961 deu-se um grave acidente na passagem de nível em frente à Torre de Belém, quando um comboio abalroou um camião da SACOR, que tinha ficado preso no interior das barreiras durante manobras de condução. A automotora arrastou o camião durante cerca de trinta a quarenta metros, tendo depois descarrilado e parado em plena Avenida da Índia, em frente a uma paragem de autocarros. A via férrea sofreu graves estragos, mas a automotora ficou pouco danificada, e o acidente apenas provocou dois feridos ligeiros.
No Verão de 1966, a Linha de Casais apresentava um movimento diário de 280 comboios e aproximadamente 30 000 passageiros, que nos Domingos aumentava para 100 000. Nesta época empregava cerca de seiscentos funcionários, e ainda se utilizava um sistema de duas classes nos comboios da linha Em Janeiro de 1977, terminou o contrato com a Sociedade Estoril, pelo que a sua gestão voltou a ser assegurada directamente pela Companhia dos Caminhos de Ferro Portugueses. Em 23 de Novembro de 1993, é criada, na sequência da reestruturação da operadora Caminhos de Ferro Portugueses, a unidade de negócio Suburbano de Cascais.[carece de fontes?]
| C                                  |   |
| para Cascais (todas)               |   |
| C                                  |   |
| semi-rápido para Cascais           |   |
| C                                  |   |
| rápido para Cascais (var. gráfica) |   |
| C                                  |   |
| rápido para Cascais                |   |
| C                                  |   |
| rápido para Cascais (+Santos)      |   |
| SP                                 |   |
| rápido para São Pedro              |   |
| SP                                 |   |
| rápido para São Pedro (+Santos)    |   |
| O                                  |   |
| rápido para Oeiras                 |   |
| O                                  |   |
| rápido para Oeiras (+Santos)       |   |
|                                    | v |
| circulação sem serviço (vazio)     |   |

### Século XXI
Em Novembro de 2008, o então Ministro das Obras Públicas, Transportes e Comunicações, Mário Lino, afirmou que existia um projecto para uma ligação subterrânea entre as Linhas de Cascais e da Cintura, prevendo-se a implementação de serviços de passageiros entre Cascais e Sete Rios.
Em Dezembro de 2009, a circulação foi interrompida durante cerca de uma hora, devido a um incêndio num café junto à Praia de Cruz Quebrada, em Oeiras. No mesmo mês, a circulação foi novamente condicionada, quando um casal foi atropelado enquanto tentava passar a linha num local vedado, na zona de Belém.
Em Fevereiro de 2010, a queda de uma catenária junto à Estação de São Pedro provocou o corte na circulação ferroviária entre Carcavelos e Cascais, e nos finais desse mês, o tráfego foi interrompido devido à passagem do Ciclone Xynthia. Em Abril, uma greve geral dos transportes levou a operadora Comboios de Portugal a encerrar as estações de Cais do Sodré, Oeiras e Cascais.
No mês de Junho de 2010, um grupo de cerca de 40 jovens provocaram distúrbios a bordo de uma composição, tendo tentado assaltar vários passageiros; a situação só acalmou com a chegada da polícia, tendo sido efectuadas várias detenções. No final desse mês, um comboio esteve parado durante cerca de vinte minutos, após um bando de jovens ter accionado o alarme junto à Estação de Cruz Quebrada, e provocaram desacatos no interior da composição; o então director nacional da Polícia de Segurança Pública, Oliveira Pereira, mostrou-se preocupado com os problemas de insegurança na Linha de Cascais, tendo reforçado a presença policial. Mesmo assim, no dia 1 de Julho, vários comboios foram apedrejados quando circulavam entre Algés e a Cruz Quebrada, sem provocar danos humanos ou materiais. Em resposta contra a insegurança sentida nas linhas urbanas de Lisboa, o Sindicato dos Profissionais da Polícia, o Sindicato da Revisão Comercial Itinerante e a Comissão de Utentes da Linha de Sintra lançaram, no princípio de Julho, um manifesto para alertar contra a falta de segurança e reforçar o policiamento nestas ligações. Em resposta, a operadora Comboios de Portugal declarou que estava a acompanhar a situação, e que iria aumentar o policiamento, tendo garantido que o sistema de segurança, formado por equipas de agentes privados assistidos por equipamentos de vídeo-vigilância, estava a funcionar correctamente, como pôde ser comprovado pela rapidez com que as forças policiais entraram em acção quando ocorreram os incidentes; no dia 2 de Julho, o CDS - Partido Popular questionou o o ministro da Administração Interna sobre o reforço da segurança.
Na sequência dos distúrbios a bordo das composições, e de um incidente grave na Praia do Tamariz, o contingente policial da Polícia de Segurança Pública foi aumentado, para patrulhar as praias e os comboios da Linha de Cascais; também foram efectuadas, nesse mês, várias buscas no interior das composições, tendo sido identificados e revistados cerca de cem indivíduos.

#### Década de 2010
Em Novembro de 2010, o presidente do Sindicato Nacional dos Trabalhadores do Sector Ferroviário, José Manuel de Oliveira, declarou que, devido à falta de investimentos, o número de serviços na Linha de Cascais poderia ser reduzido, com especial incidência para a família de comboios de São Pedro; este comunicado foi lançado numa reunião com os deputados João Paulo Correia e Bruno Dias, da Comissão Parlamentar de Obras Públicas, Transportes e Comunicações, que teve como tema central uma petição contra a privatização das ligações ferroviárias suburbanas de Lisboa.
Em Fevereiro de 2011, voltaram a registar-se distúrbios a bordo de uma composição, quando um revisor foi agredido por um grupo de jovens; a operadora Comboios de Portugal desvalorizou este incidente, afirmando que dispunha de todos os meios necessários para proteger os seus funcionários e clientes. Em meados de Abril, vários serviços foram suprimidos na sequência de uma greve dos maquinistas, apesar desta manifestação ter sido desconvocada pelos sindicatos. No final do mesmo mês, uma catenária foi danificada devido à forte queda de granizo, o que levou ao corte da energia eléctrica e consequente encerramento da circulação ferroviária.
Em 2011, no âmbito numa reorganização da linha de Cascais foram instaladas em várias estações (Oeiras, Cascais, Cais do Sodré, Algés e Carcavelos) cancelas automáticas que permitem um maior controlo dos passageiros, sendo por isso obrigatória a validação das viagens com o cartão Lisboa Viva. Em Setembro desse ano, são implementados novos horários com uma redução expressiva da oferta, materializada pelo desaparecimento da família de S.Pedro nas horas de ponta. A operadora Comboios de Portugal justifica esta alteração pelas necessidades de manutenção e reparação acrescidas de uma frota já de elevada idade.
Na sequência do envelhecimento da frota de material circulante e da reduzida procura fora das horas de ponta, em Janeiro de 2015, a operadora Comboios de Portugal efectuou novamente um corte na oferta. Entre as 10h00 e as 17h00, passam a circular comboios de 20 em 20 minutos com destino a Cascais e paragem em todas as estações, no lugar de comboios rápidos até Cascais e de outros com paragem em todas as estações até Oeiras. Esta alteração representou a supressão de 51 comboios diários.
Em Junho de 2013, foi anunciado na imprensa que a C.P. deveria efetuar a subconcessão a privados da gestão dos comboios da Linha de Cascais até ao final do primeiro semestre de 2014. Até lá, seria definido o modelo do novo projeto, a renovação pretendida para esta operação, e os valores a serem investidos pelo operador privado que fosse escolhido para gerir essa subconcessão. No entanto, tal não se verificou e, em Janeiro de 2015, foi anunciado que a concessão desta linha a privados só se concretizaria após a integração da Estradas de Portugal e da REFER na nova empresa Infraestruturas de Portugal, que seria responsável pelo processo, já com o governo que resultasse das eleições legislativas de 2015. Acabou por se concretizar a fusão das duas empresas, mas a concessão a privados foi cancelada.[carece de fontes?]
Em Março de 2016, foi anunciado que o governo pretendia incluir a Linha de Cascais nos apoios do Plano Jüncker: Pedia 126 milhões de euros para modernizar o sistema de sinalização e de eletrificação da linha (mudar a tensão da linha para que seja compatível com a do resto do país), bem como a modernização das estações, tudo devendo estar concluído no final de 2021.

#### Década de 2020
A 6 de Fevereiro de 2021 é publicado em Diário da Republica, o lançamento do Concurso Publico da modernização da Linha de Cascais. Este concurso é referente ao Estudo Prévio e Projeto de Execução de intervenções de beneficiação de Estações, Interfaces e de supressão de passagens de nível. Quando concluído, a Linha de Cascais passa a dotar de melhores acessibilidades às Plataformas, melhoria de Sinalética de orientação e de informação nas Estações e Apeadeiros, beneficiação de Abrigos e construção de novos, intervenções em edifícios de passageiros e a melhoria de iluminação das plataformas, acessos e abrigos através de equipamentos com tecnologias de iluminação LED.
No mesmo ano também foi anunciado em Conselho de Ministros a autorização da compra de 117 automotoras elétricas por parte da CP, sendo que 34 dessas para operação na Linha de Cascais, substituindo assim unidades que estão em serviço há mais de cinquenta anos. Ao todo, com esta compra, serão gastos 819 milhões de euros. Está previsto que os primeiros comboios cheguem em 2026.

## Leitura recomendada
- CERVEIRA, Augusto; CASTRO, Francisco Almeida e (2006). Material e tracção: os caminhos de ferro portugueses nos anos 1940-70. Col: Para a História do Caminho de Ferro em Portugal. 5. Lisboa: CP-Comboios de Portugal. 270 páginas. ISBN 989-95182-0-4
- LOPES, Ernâni Rodrigues (2001). De 1974 a 1986: o prelúdio às transformações do final do séc. XX. Col: Para a História do Caminho de Ferro em Portugal. 3. Lisboa: Caminhos de Ferro Portugueses. 269 páginas. ISBN 972-97046-4-3
- SALGUEIRO, Ângela (2008). A Companhia Real dos Caminhos de Ferro Portugueses: 1859-1891. Lisboa: Univ. Nova de Lisboa. 145 páginas